# Walesby (Lincolnshire)
Walesby – wieś w Anglii, w hrabstwie Lincolnshire, w dystrykcie West Lindsey. Leży 26 km na północny wschód od Lincoln i 213 km na północ od Londynu.
W 2001 miejscowość liczyła 215 mieszkańców.